# Vifredo I
Vifredo I (Wifredus, Wifred, Vvifrit, Uuifredus, Vuifredus) (fl. IX secolo), della stirpe franca dei Vuifredingi, fu conte di Piacenza presumibilmente dall'843 all'870.

## Biografia
Nel marzo 834 concede il permesso a un minore (quindi non in grado, legalmente, di provvedere alla propria esistenza) di vendere alcuni beni e il 6 marzo 855 Griderisius, in veste di locopositus Vvifrit comitis permette a un altro ragazzo di riscuotere alcune sostanze lasciategli dal padre.
Vifredo era in buoni rapporti con l'Imperatore Ludovico II (Hludovicus). Quando nella primavera dell'844 Ludovico II, insieme al suo consigliere l'arcivescovo Drogone di Metz, gli abati, i conti e numerosi vescovi dell'alta Italia, scende a Roma, a capo di un numeroso esercito, Vifredo fa parte del seguito. La ragione per cui l'imperatore era stato spinto a raggiungere la città eterna, era da attribuirsi al fatto che un partito anti-imperiale stava cercando di far sì che venissero annullati gli accordi stipulati tra suo padre e papa Eugenio II, che consentivano un maggiore controllo, da parte della casa regnante, sulle elezioni pontificie (Constitutio romana).
Nell'846/847, quando, poi, l'imperatore pubblica il Capitulare de expeditione versus Sarracenos facienda, inserisce Vifredo in qualità di signifer nella secunda scara del contingente italiano. Nell'854, insieme al vescovo Seufridus di Piacenza, prende parte a una controversia a Moragnano tra l'arciprete Iohannes di San Pietro in Varsi e Sigiprand di Basilica Duci intorno alla decima di Monte Spinola loca montanca fine Castellana et Placentina decisa a favore del primo. Sotto la sua guida, la contea viene amministrata in maniera efficiente. Viene riportato solo un intervento da parte di Ludovico II, in relazione ad una controversia sui diritti allodiali riguardanti il monte Carice inter partem Sancti Petri Santique Columbani et Vuifredum comitem Placentinum.
Nell'870 si trova ancora Vifredo tra i personaggi che compongono il seguito dell'imperatore, quando questi deve intervenire a Reggio Emilia in favore di quel vescovo. La sua data di morte deve fissarsi prima del febbraio dell'881, quando il missus di Carlo il Grosso Sigerad appare essere presente a un giudizio in curte qui fuit quondam Uuifredi comes. Vifredo aveva dato in moglie la figlia Berta al conte di Parma e duca di Spoleto Suppo II. Era riuscito anche ad entrare in più intimi contatti con Ludovico. Berta manterrà sempre vivo il ricordo della sua città natale: dopo la morte del marito donerà alla chiesa di Sant'Antonino quei beni ricevuti in eredità dal padre, a Piacenza e nel circondario. Dopo la morte del marito, in un documento si definisce filia b. mem.  Vvifredi comiti ex genere francorum, vivente secondo la legge dei Franchi Sali, ciò che determina un'automatica collocazione del padre tra le stirpi di Franchi Sali introdotte dai Carolingi in qualità di funzionari governamentali nel neonato contesto politico cisalpino.

## Discendenza
- Berta, figlia, sposata a Suppo II comes Parmae (882-883) e duca di Spoleto;
- Richardus, figlio, comes Placentiae ?.